# Scolioză
Scolioza reprezintă o deviere laterală importantă a coloanei vertebrale față de linia verticală normală.
Scolioza este afecțiunea/ boala în care coloana vertebrală are o curbă laterală, în loc să fie dreaptă. Curba poate să fie sub forma S sau C și poate evolua de-a lungul timpului. Mulți oameni au un anumit grad de deviere a coloanei, iar curburile coloanei vertebrale mai mici de 10 grade sunt considerate deviații normale ale coloanei. Scolioza minoră spre medie poate să nu provoace durere, în timp ce scolioza severă poate să afecteze respirația, inima, sistemul digestiv și mai ales să provoace durere.
Scolioza afecteaza peste 3% din populația lumii și de obicei apare la tinerii cu vârsta între 10 și 20 de  ani și la  persoanele în vârstă afectate de diverse boli degenerative, cum ar fi osteoporoza. 
Termenul vine din limba greacă veche: σκολίωσις, iar în latină a fost preluat ca scoliosis și tradus scolioză ceea ce înseamnă "o îndoire", în limba de proveniență.
În cele mai multe cazuri, nu se cunoaște cauza apariției scoliozei, fiind o scolioză idiopatică. Dar poate să fie cauzată și de spasmele musculare, paralizia cerebrală, sindromul Marfan și tumori cum ar fi neurofibromatoza. Se presupune că este o combinație între factorii genetici și de mediu. Diagnosticul trebuie sa fie confirmat prin radiografia coloanei și stabilirea gradului de curbură.
Scolioza poate sa fie de tip structural, curba este fixă, sau funcțională/subiacentă, în care coloana vertebrală este normală.
În funcție de etiologia ei, scolioza poate fi:
- cicatriceală
- empiemică
- inflamatorie
- miopatică (paralitică)
- osteopatică
- rahitică
- sciatică
- statică